# Turdinus atrigularis
Turdinus atrigularis là một loài chim trong họ Pellorneidae.